# Томас Муньїс-Паблос
Тома́с Муньї́с-Па́блос (ісп. Tomás Muñiz Pablos; 29 січня 1874 — 15 березня 1948) — архієпископ Компостельський (1935—1948). Народився в Кастаньо-дель-Робледо, Іспанія. Діоцезіальний священик (з 1897). Єпископ Памплонський і Тудельський (1928—1935). Доктор канонічного права, один з найкращих іспанських спеціалістів свого часу. Під час Громадянської війни в Іспанії підтримував праві сили, виступав проти антиклерикальної політики республіканського режиму. Член іспанських Кортесів 1-го скликання (1943—1946), державний радник. Помер у Сантьяго-де-Компостелі, Іспанія.

## Біографія
- 29 січня 1874: народився в Кастаньо-дель-Робледо, Іспанія.
- 18 грудня 1897: у віці 23 років прийняв таїнство священства[1].
- 10 березня 1928: у віці 54 років призначений єпископом Памплонським і Тудельським[1].
- 3 червня 1928: у віці 54 років висвячений на єпископа Памплонського[1].
- 13 серпня 1935: у віці 61 року призначений архієпископом Компостельським[1].
- 15 березня 1948: у віці 74 років помер у Сантьяго-де-Компостелі, Іспанія[1].